# Urejeni par
Urejên pár je v matematiki dvojica (x, y), v kateri je x na prvem in y na drugem mestu. Razločevati moramo para (x, y) in (y, x). V teoriji množic predstavimo urejen par (x,y) z množico {x, {x, y}}. Urejene pare lahko definiramo tudi z naslednjimi aksiomi:
- iz poljubnih objektov x in y lahko tvorimo urejen par (x, y),

- vsak urejen par u ima prvo komponento π1 u in drugo komponento π2 u. Veljajo naslednje enačbe:

π1 (x, y) = x
π2 (x, y) = y,
u = (π1 u, π2 u).
Kartezični produkt množic A in B je množica A × B, ki vsebuje vse urejene pare (a, b), kjer je a element A in b element B.
Z urejenimi pari števil razširimo obseg naravnih števil z ulomki, relativnimi števili (tujimi števili) in kompleksnimi števili. 
Dvojiški števki (0, 1) sta na primer znan urejen par.

## Urejenan-terica
Urejena n-terica je množica (a, b,...,d), sestavljena iz n elementov, pri čemer je vrstni red določen - pomembno je, kateri element je na prvem mestu, kateri na drugem itd.
Urejene n-terice so elementi kartezičnega produkta A × B × ... × D.
Urejene trojice števil uporabljamo za zapis koordinat v običajnem trirazsežnem prostoru, npr.: A(1,2,3).